# Kolondjo
 (mars 2013).
Si vous disposez d'ouvrages ou d'articles de référence ou si vous connaissez des sites web de qualité traitant du thème abordé ici, merci de compléter l'article en donnant les références utiles à sa vérifiabilité et en les liant à la section « Notes et références ».
Le Kolondjo est un instrument de musique à cordes de l'ethnie Bwa (au Burkina Faso dans les provinces du Mouhoun et du Tuy, et la région de San au Mali, voir Bobo du Mali). On l'appelle aussi Konjo selon la région.
Le Kolondjo est de la famille des Kora et Kamélé ngoni, genre de harpe ou luth africain. D'autres ethnies du Burkina en jouent comme les Goins de Banfora... La particularité du Kolondjo Bwa est la gamme musicale utilisée par les griots et la population Bwaba, c'est une gamme pentatonique majeure. Le Kolondjo Bwa a disparu depuis le début du siècle actuel[Lequel ?] (les joueurs de cet instrument étaient considérés comme des bons à rien, des paresseux, des dragueurs de femmes...[réf. nécessaire]). Les travaux champêtres étaient bien plus importants que de jouer de la musique. Les seuls musiciens autorisés étaient les griots, qui ne jouent que du balafon et des tam-tams. 
Le Kolondjo Bwa a été réinventé par Marcel Boawessé Kombia, musicien multi-instrumentiste, leader et chanteur du groupe de reggae Sawuri (Moselle, France-Luxembourg). Il est originaire du Burkina et appartenant à l'ethnie Bwaba, né à Bouan ou Bwan (centre du Bwamu).

## Lutherie
Le Kolondjo Bwa est constitué d'une petite demi-calebasse normale ou en bois de 20 à 40 cm de diamètre; exactement comme une Kora (mini-Kora). Il existe une autre forme en demi-calebasse de 20 à 40 cm, dont le manche est en forme d'arc ou de demi-cercle, et qui se joue comme la lyre.
Le nombre de cordes peut varier. À la base il y a cinq cordes qui font la gamme pentatonique, puis 8 cordes, puis 14 cordes.
La légende dit que les 14 cordes et la forme arquée proviennent de la Lune. De fait, le Balafon Bwa a la même forme en demi-cercle.
Le Kolondjo Bwa s'accorde comme le balafon Bwa et exactement comme le Tiahoun qui figure parmi les instruments de musique traditionnelle Bwa.
Le Kolondjo réinventé par Marcel Boawesse Kombia dit Marcel Sawuri est inspiré du tihoun (instrument à cordes constitué de paille et de roseau), ressemble au cymbalom, mais se joue avec les pouces.

## Gamme et accords
Le Kolondjo Bwa s'accorde dans la tonalité de « do pentatonique majeur » ou Do{\displaystyle \sharp } penta-majeur ou encore en Fa, Fa{\displaystyle \sharp } , Sol majeur-pentatonique.

## Jeu
Le Kolondjo Bwa ou le Kolondjo de Marcel se jouent comme une Kora ou comme un Kamele ngoni avec une tonalité Bwaba.